# Ровиано
Ровиа̀но (на италиански: Roviano) е село и община в Централна Италия, провинция Рим, регион Лацио. Разположено е на 523 m надморска височина. Населението на общината е 1429 души (към 2010 г.).